# Lyces angulosa
Lyces angulosa là một loài bướm đêm thuộc họ Notodontidae. Nó là loài đặc hữu của the Atlantic coastal forest của Brasil.

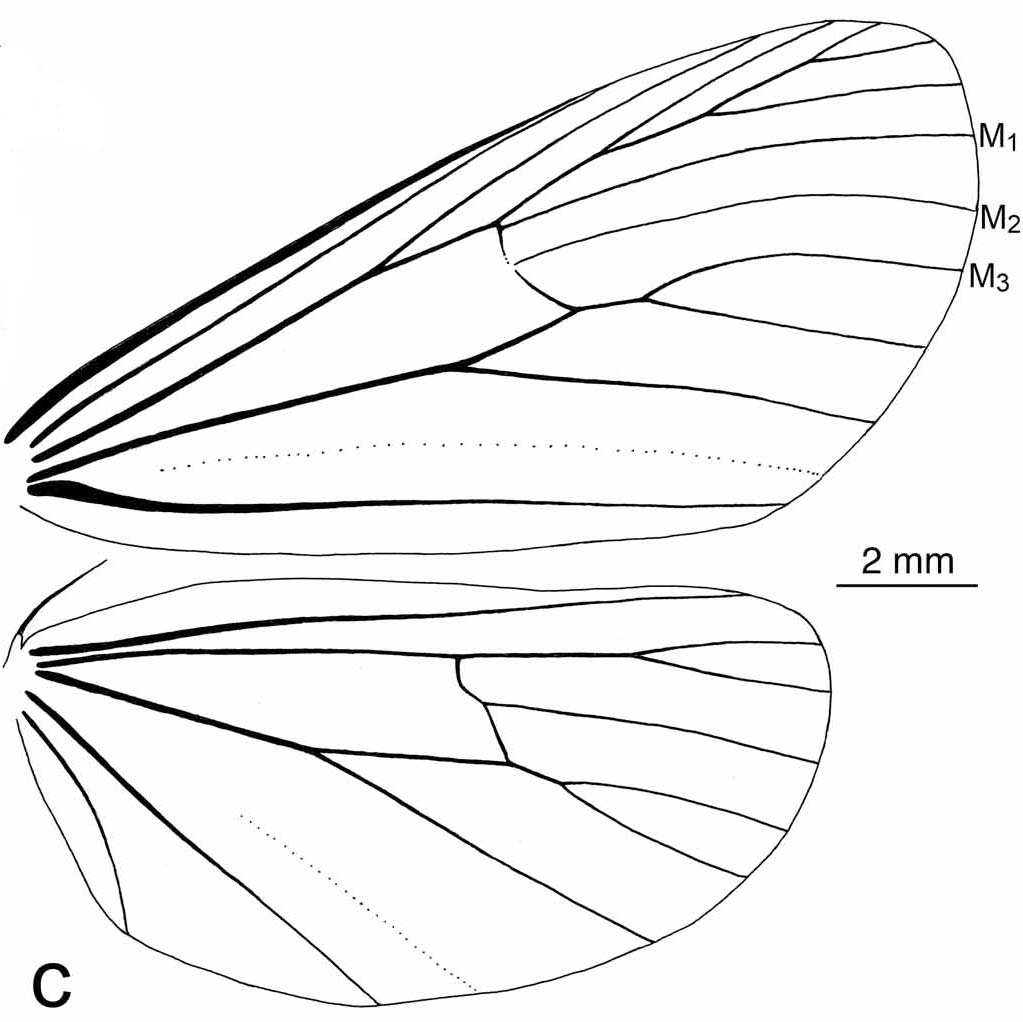
Wing venation